# 285.ª División de Seguridad (Alemania)
La 285.ª División de Seguridad (285. División Sicherungs) era una división de seguridad en la retaguardia de la Wehrmacht durante la Alemania nazi. La unidad fue desplegada en áreas ocupadas por los alemanes de la Unión Soviética, en la Zona de Retaguardia del Grupo de Ejércitos Norte.

## Historial de operaciones
La división se formó en 1941, antes de la invasión alemana de la Unión Soviética, la Operación Barbarroja. Operó en los Estados bálticos ocupados y el norte de Rusia detrás de las líneas del frente del Grupo de Ejércitos Norte. Sus funciones incluían la seguridad de las comunicaciones y las líneas de suministro, la explotación económica y la lucha contra los combatientes irregulares (partisanos) en las zonas de retaguardia de la Wehrmacht.
La división estaba bajo el mando de Franz von Roques, comandante de la Zona de Retaguardia del Grupo de Ejércitos Norte. Junto con otras fuerzas policiales y de seguridad en los territorios ocupados, la división participó en crímenes de guerra contra prisioneros de guerra y población civil. Para el período comprendido entre el 22 de junio y el 1 de diciembre de 1941, la división informó que 1.500 enemigos "muertos en batalla" o fusilados como "partisanos", por la pérdida de siete hombres y once heridos.